# Хампден (Ньюфаундленд и Лабрадор)
Хампден (англ. Hampden) — небольшой город (town) на острове Ньюфаундленд (провинция Ньюфаундленд и Лабрадор, Канада).

## География
Хампден находится в северной части острова Ньюфаундленд, у южной оконечности залива Уайт-Бей, расположенного между Большим Северным полуостровом на западе и полуостровом Бе-Верт на востоке. Самую южную часть залива Уайт-Бей, у которой находится город, иногда называют бухтой Хампден (или Хампден-Бей — Hampden Bay). Недалеко от Хампдена в заливе находится остров Миллер (Miller Island или Millers Island).
Площадь города составляет 32,97 км².

## История
Полагают, что первые постоянные жители в районе нынешнего Хампдена появились там в середине XIX века — в то время поселение называлось Риверхед (Riverhead). По-видимому, первыми поселенцами были рыбаки из других областей вблизи залива Уайт-Бей. В 1857 году население Риверхеда составляло 23 человека, в 1901 году — 51 человек, а в 1911 году (к тому времени поселение уже называлось Хампден) — 38 человек, включая 12 человек, проживающих в соседнем поселении Голд-Ков (Gold Cove), расположенном на западном берегу залива. По некоторым сведениям, Хампден был назван в честь английского политика Джона Гемпдена (John Hampden, ок. 1595—1643).
В 1910-х годах в Хампдене начало развиваться лесопильное производство, а в середине 1920-х годов там начали заготавливать древесину для производства бумаги. В 1921 году население Хампдена составляло 88 человек, а в 1935 году — 135 человек. Помимо новых домов, были построены причал, школа, больница и церкви. В начале 1940-х годов была построена дорога к реке Хамбер в её верхнем течении, которая обеспечила транспортировку древесины в Корнер-Брук, расположенный у устья реки. Население Хампдена продолжало расти — в 1945 году там проживало 209 человек, в 1951 году — 350 человек, и в 1956 году — 426 человек.
В 1959 году Хампден получил статус небольшого города (town), при этом в его состав были включены близлежащие Голд-Ков (Gold Cove) и Бейсайд (Bayside). В начале 1960-х годов поселение Голд-Ков было расселено, при этом часть его жителей переехала в Бейсайд. В 1970-х годах в Хампдене были построены новая школа, спортивная арена и магазины.

## Население
Согласно переписи населения 2016 года, население Хампдена составляло 429 человек, 50,6 % мужчин и 49,4 % женщин. Средний возраст жителей Хампдена составлял 48,1 лет.
| 1981 | 1996 | 2001 | 2006 | 2011 | 2016 |
| ---- | ---- | ---- | ---- | ---- | ---- |
| 838  | 651  | 544  | 489  | 457  | 429  |